# صناعة الصيد البحري في البحرين
كانت المياه المحيطة بالبحرين غنية بأكثر من 200 نوع من الأسماك، وكثير منها عنصرًا أساسيًا في النظام الغذائي. قبل تطور صناعة النفط، كان معظم الذكور يمارسون أحد أشكال الصيد. وشكلت صناعة اللؤلؤ واحدة من أهم مصادر ثروة الجزيرة، وكان هناك أكثر من 2000 سفينة صيد لؤلؤ تعمل خلال أواخر عشرينيات القرن العشرين. بعد عام 1935، انخفض العاملين بصيد الأسماك وصيد اللؤلؤ.
انجذب العديد من غواصي اللؤلؤ إلى الوظائف المرتبطة بالنفط بسبب الأجور الثابتة، إضافةً إلى تأثر صيد اللؤلؤ في البحرين بسبب تطور صناعة اللؤلؤ المزروع في اليابان.
في عام 1953، تبقى 12 سفينة فقط لصيد لؤلؤ. وانخفض الصيد بشكل تدريجي.
ومع أوائل سبعينيات القرن العشرين، استمر أقل من 1000 صياد في ممارسة مهنتهم. مما أدى إلى انخفاض كميات الأسماك المتوفرة في السوق بالرغم من ارتفاع طلب المستهلكين، وبالتالى استيراد أطنان من الأسماك سنويًا لإكمال الصيد المحلي.
في عام 1981 أطلقت الحكومة برنامجًا لإحياء صناعة صيد الأسماك من خلال إدخال سفن الصيد، وتشغيل السفن الشراعية، وتوسيع الأرصفة، وبناء مرافق التخزين البارد ، وتقديم دورات تدريبية حول استخدام وصيانة معدات الصيد الحديثة. وقد ساهم هذا البرنامج في زيادة إجمالي صيد الأسماك، والذي بلغ، حسب تقديرات منظمة الأغذية والزراعة للأمم المتحدة ، 9200 طن في عام 1989.
أصبح التلوث في الخليج العربي مشكلة في سبعينيات القرن العشرين. وكان الروبيان في شمال الخليج حساس بشكل خاص للتلوث البحري ، وفي عام 1979، اختفى تقريبًا من المياه القريبة من البحرين.
وقد تفاقم التلوث بشكل خطير في عام 1983 ،ومرة أخرى في عام 1991 بسبب البقع النفطية الكبرى المنبعثة من منشآت النفط المتضررة بسبب الحرب وغطت آلاف الكيلومترات المربعة من المياه في شمال الخليج العربي. 
وكانت البقع النفطية ضارة بالحياة البحرية الفريدة في مياه البحرين، مثل الشعاب المرجانية ، والسلاحف البحرية ، والأطوم (ثدييات بحرية عاشبة تشبه خراف البحر )، وأحواض المحار ، والعديد من أنواع الأسماك، والطيور المائية مثل البط. وأثرت البقع النفطية، وخاصةً في عام 1991، بالسلب على صناعة صيد الأسماك، ولكن اعتبارًا من أوائل عام 1993، ظل علماء الأحياء البحرية غير متأكدين من التأثير البيئي طويل الأمد للتلوث.

## المزيد
- الزراعة في البحرين